# Anstandsschenkung
Eine Anstandsschenkung ist eine Schenkung, die einer auf den Anstand zu nehmenden Rücksicht entsprochen wird (vgl. § 534 BGB). 
Anstandsschenkungen sind kleinere Zuwendungen aus besonderem Anlass bzw. zu besonderen Tagen (Geburtstag, Jubiläum, Weihnachten, Hochzeit etc.).
Eine Rückforderung oder ein Widerruf einer Anstandsschenkung ist nach §§ 528–533 ausgeschlossen.